# 倉知玲鳳
倉知玲鳳（日语：／ Kurachi Reo，1997年5月22日—）是日本的女性聲優。隸屬於自由身，前隸屬於株式會社S。

## 人物
小時候曾學鋼琴與電子琴，從小學到高中一直在練習啦啦隊舞蹈。
2016年9月在「株式會社S第三回新人甄選」中加入了株式會社S。
聲優出道作是為2017年8月發售的Nintendo Switch遊戲《蒼藍雷霆 鋼佛特 強襲合輯》特典廣播劇CD配音。
2018年開始擔任《BanG Dream!》的樂團RAISE A SUILEN中的鍵盤手，2019年1月在《BanG Dream! 2nd Season》配音的帕蕾歐（PAREO）是電視動畫的出道作。
2024年7月1日，X個人官方帳號宣布，於同年6月30日從出道7年的株式會社S約滿而退所，成為自由身活動。

## 演出作品
※粗體字為主要角色。

### 電視動畫
2019年
- BanG Dream! 2nd Season（帕蕾歐（PAREO）/鳰原令王那[5]、女子）

2020年
- BanG Dream! 3rd Season（帕蕾歐（PAREO）/鳰原令王那）
- BanG Dream! Girls Band Party!☆PICO ～大份～（帕蕾歐（PAREO）/鳰原令王那）
- D4DJ First Mix（清水繪空）

2021年
- D4DJ Petit Mix（清水繪空）
- BanG Dream! Girls Band Party!☆PICO Fever!（帕蕾歐（PAREO）/鳰原令王那）

2022年
- 八十龜觀察日記 第4冊（朝霞きぃな[6]）

2023年
- D4DJ All Mix（清水繪空）

2024年
- 孤單一人的異世界攻略（新體操社女[7]）

### 劇場動畫
2021年
- BanG Dream! FILM LIVE 2nd Stage（帕蕾歐）

2022年
- 劇場版 BanG Dream! Poppin'Dream!（帕蕾歐）
- 劇場版IDOL舞SHOW（星野しほ）

2024年
- 大室家 dear sisters（小川心[8]）
- 大室家 dear friends（小川心[8]）

### 網路動畫
2019年
- 少女☆寸劇 All Starlight（夢大路文[9]）

### 遊戲
- 麻將 鬥牌競技場（凱）
- 盜夢英雄（伊邪那美、九尾）
- Luna Chronicles R（凜凜、黎歐娜）
- 少女☆歌劇 Revue Starlight -Re LIVE-（2018年，夢大路文[10]）
- 擂台☆夢想 女子摔角大戰（卯月芽衣）
- 九州三國志（大喬）
- 天空艦隊（梅蒂爾）
- 忍豆：格鬥祭典（阿加流）
- Crash Fever（馬可·波羅）

### 廣播劇CD
- Nintendo Switch 蒼藍雷霆 鋼佛特 強襲合輯 特典廣播劇CD（2017年，旗乃）

### 舞台
- 劇團東京都鈴木區「魂殻少女」飾演 小松菜明日美（2018年8月21日－8月26日，中野Studio Actre）[11][12]
- 初等教育皇室 東京公演 飾演 4年級生3號木村（2019年5月29日－31日，全勞濟會館Space Zero）[13]
- 初等教育皇室 大阪公演 飾演 4年級生3號木村（2019年6月20日，ABC會館）[13]

### 廣播節目
- 惠王艾爾的目標！三冠廣播（2018年，惠王艾爾官方網站內）[14]
- RAISE A SUILEN的RADIO R・I・O・T（2019年－，HiBiKi Radio Station）[15]

### 活動
- ARIA冬之祭典2017 × S冬之祭典2017（2017年12月29日，東京國際論壇）
- 少女樂團派對Live＆Girl Party！in東京（2018年1月13日、14日，東京國際展示場）
- THE THIRD（仮）1st Live（2018年3月25日、下北澤GARDEN）
- BanG Dream! 5th☆LIVE Day1:Poppin'Party HAPPY PARTY 2018! Day2:Roselia -Ewigkeit-（2018年5月12日、13日，幕張展覽館）
- THE THIRD（仮）2nd Live（2018年7月17日，赤坂BLITZ）
- BanG Dream! 6th☆LIVE Day1 Brave New World（2018年12月7日，兩國國技館）
- BanG Dream！廣播祭典！（2018年2月8日，Pacifico橫濱）
- BanG Dream! 7th☆LIVE Day2 Genesis（2019年2月22日，日本武道館）
- RAISE A SUILEN「Heaven and Earth」（2019年7月13日、14日，神戶世界紀念館）
- RAISE A SUILEN「Heaven and Earth」特別追加公演「UNSTOPPABLE LIVE」（2019年7月21日，幕張展覽館國際展示場1館）

### 其他
- 競馬道OnLine（2018年，惠王艾爾）[16]
- 跨媒體製作企劃《D4DJ》（2019年，清水繪空[17]）

## 音樂CD

### 角色歌
| 發售日  | 商品名稱                                 | 演唱名義          | 歌曲      | 備註                                               |
| 2019年  | 2019年                                   | 2019年            | 2019年    | 2019年                                             |
| ------- | ---------------------------------------- | ----------------- | --------- | -------------------------------------------------- |
| 5月22日 |                                          | 凜明館女子學校    | 「」 「」 | 遊戲《少女☆歌劇Revue Starlight -Re LIVE-》相關歌曲 |
| 5月22日 | 夢大路文（倉知玲鳳）、秋風壘（紡木吏佐） | 「鬼紅忍繪卷 --」 |           | 遊戲《少女☆歌劇Revue Starlight -Re LIVE-》相關歌曲 |

### 组合成员
1. ↑  巴珠緒（楠木灯）、音無一愛（和氣杏未）、夢大路文（倉知玲鳳）、秋風壘（紡木吏佐）、田中悠悠子（佐伯伊織）

## 外部連結
- 事務所官方簡歷 （页面存档备份，存于）（日語）
- 倉知玲鳳官方BLOG （页面存档备份，存于）（日語）
- 倉知玲鳳的X（前Twitter）（日語）
- 倉知玲鳳的Instagram帳戶（日語）